# Casa del Bracciale d’Oro
Bei der Casa del Bracciale d’Oro (Haus des goldenen Armbands) handelt es sich um ein großes, reich ausgestattetes Wohnhaus einer wohlhabenden Familie in Pompeji (VI.17.42). Die Wohnanlage wurde in den 1960er und in den 1980er Jahren ausgegraben und ist vor allem wegen ihrer gut erhaltenen und qualitätsvollen Wandmalereien bekannt. Die wichtigsten von ihnen sind von der Wand genommen und in Museen verbracht worden. Des Weiteren fanden sich im Haus diverse Leichen, die die Dramatik der Ereignisse beim Ausbruch des Vesuvs im Jahr 79 belegen.

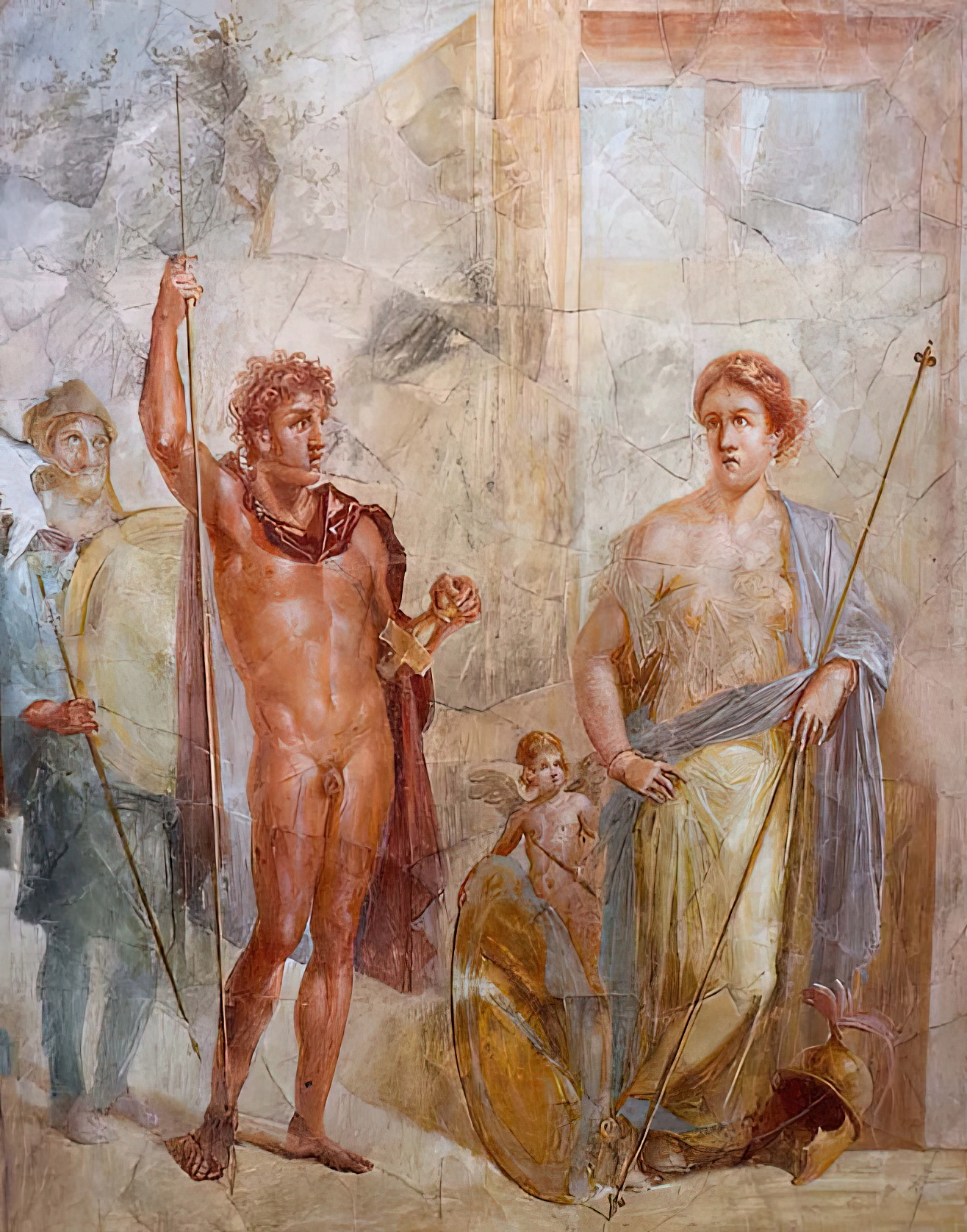
Hochzeit von Alexander dem Großen

## Beschreibung
Das Haus erhielt seinen heutigen Namen von einem goldenen Armreif, der die Form einer Schlange mit zwei Köpfen aufweist, die das Reliefbild des Silenus halten. Der Wohlstand des einstigen Hausbesitzers wird durch andere Funde, wie 40 goldene Aureii und 70 Silberdenare, unterstrichen.
Das Haus erstreckt sich – bedingt durch seine Hanglage – über drei Ebenen und dabei auch über die Stadtmauer von Pompeji, die damals keine fortifikatorische Funktion mehr erfüllte. Von der Straßenebene, die die oberste ist, gelangt man in die Fauces und dann in das Atrium mit diversen darum angeordneten Räumen. Über eine Treppe gelangt man in ein unteres Stockwerk mit diversen Räumen, die zum Teil reich ausgemalt sind und über ein eigenes Bad verfügen. Darunter, wiederum über eine Treppe zu erreichen, befinden sich weitere Räume, die sich zu einem großen Garten öffnen. Hier befindet sich auch ein Sommertriclinium, das mit ausgesprochen anspruchsvollen Malereien ausgestattet war. Im Garten fanden sich verworfene Fragmente von Wandmalereien im 3. Stil. Sie sind dort schon in der Antike vergraben worden, nachdem Räume im Haus eine neue Wanddekoration erhalten hatten.
Ein Triclinium in der mittleren Ebene zeigt Malereien im 4. Stil. Herausragend sind zwei Gemälde, die heute aus der Wand geschnitten sind: Das eine Gemälde zeigt anscheinend die Hochzeit von Alexander dem Großen mit Roxane. Im Zentrum sieht man die nackte Figur Alexanders. Links von ihm steht ein Perser (an der Kleidung zu erkennen) und vor ihm Roxane. Die Interpretation der Figuren ist nicht ganz sicher. Es könnte sich auch um Ares und Aphrodite handeln oder um Alexander und Roxane in Gestalt dieser Gottheiten. Das andere große Gemälde aus diesem Raum zeigt Dionysos und Ariadne. Herausragend sind auch die Malereien im Sommertriclinium. Im Zentrum der Rückwand befand sich ein mit Mosaiken ausgekleidetes Nymphäum. Die Wände zeigen eine Gartenlandschaft, die mit Vögeln und Theatermasken angefüllt sowie mit ägyptischen Figuren ausgemalt ist. Daneben befindet sich ein Oecus, der ebenso reich ausgemalt war. Die Malereien beider Räume sind heute von der Wand genommen und befinden sich in Neapel. Die beiden Räume öffnen sich zum Garten, von wo man wiederum einen direkten Blick auf das Meer hatte.
Die sterblichen Überreste von zwei Männern – einer davon mit einem Armband – und zwei Kindern wurden bis zu einer Genanalyse im Jahr 2024 als Mitglieder einer Kleinfamilie interpretiert, das Opfer mit Armreif fälschlich sogar für die Mutter gehalten. Sie hatten sich unter einer Treppe versteckt und waren beim Einsturz ums Leben gekommen. Genanalysen eines Teams um die Biologin Elena Pilli von der Universität Florenz konnte zeigen, dass die vier Opfer im Raum nicht miteinander verwandt waren.

## Galerie

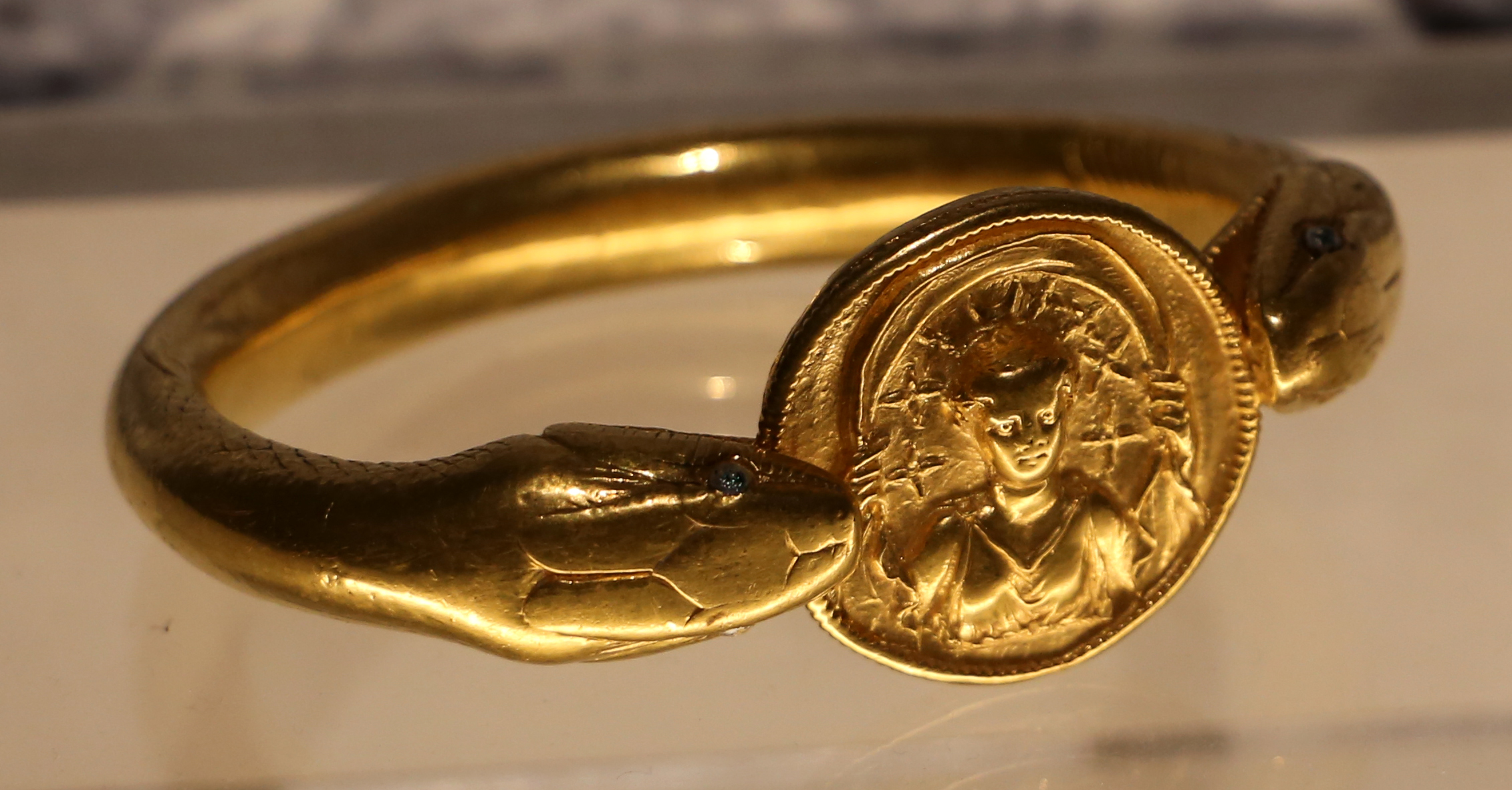
Goldener Armreif
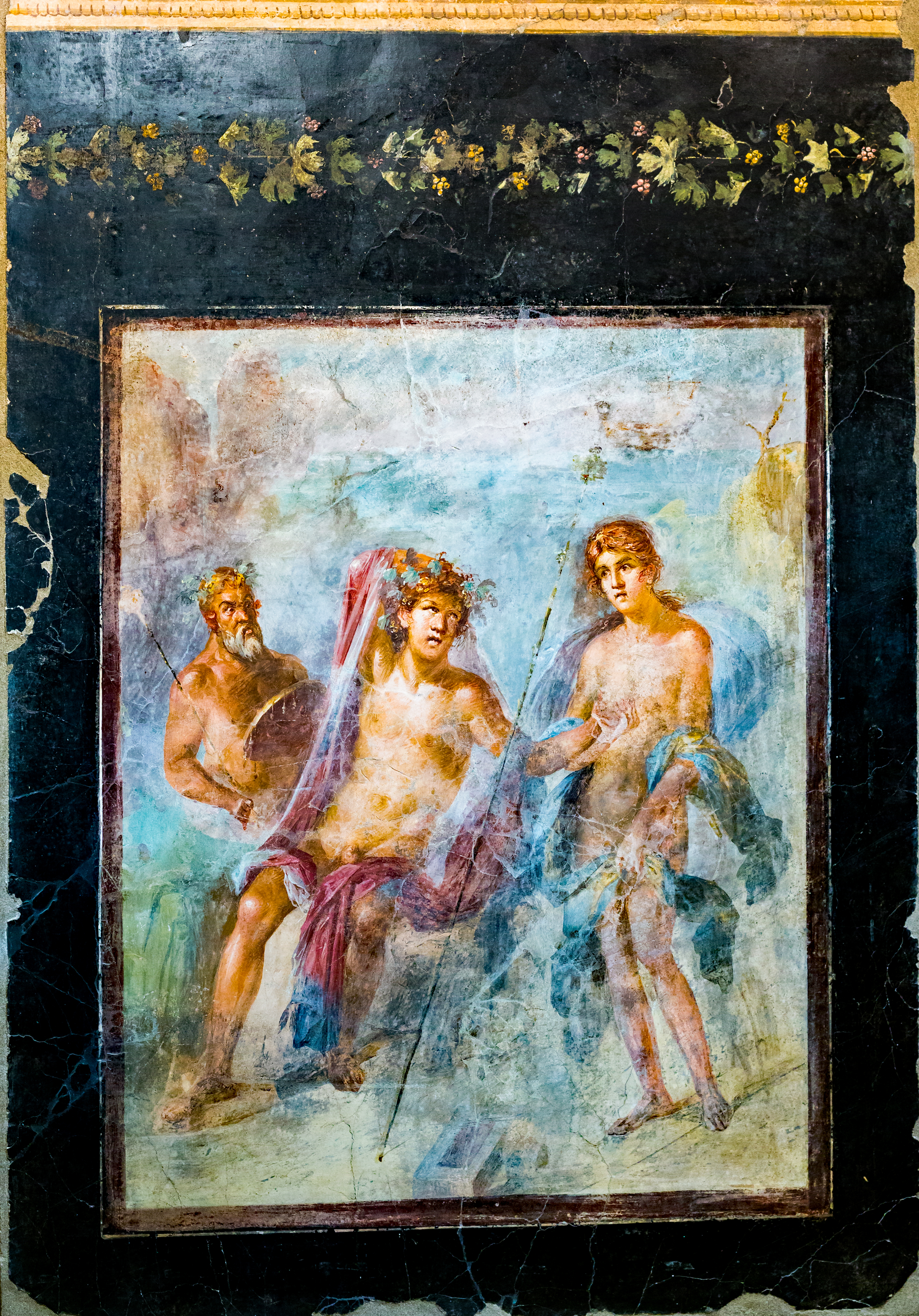
Dionysos und Ariadne
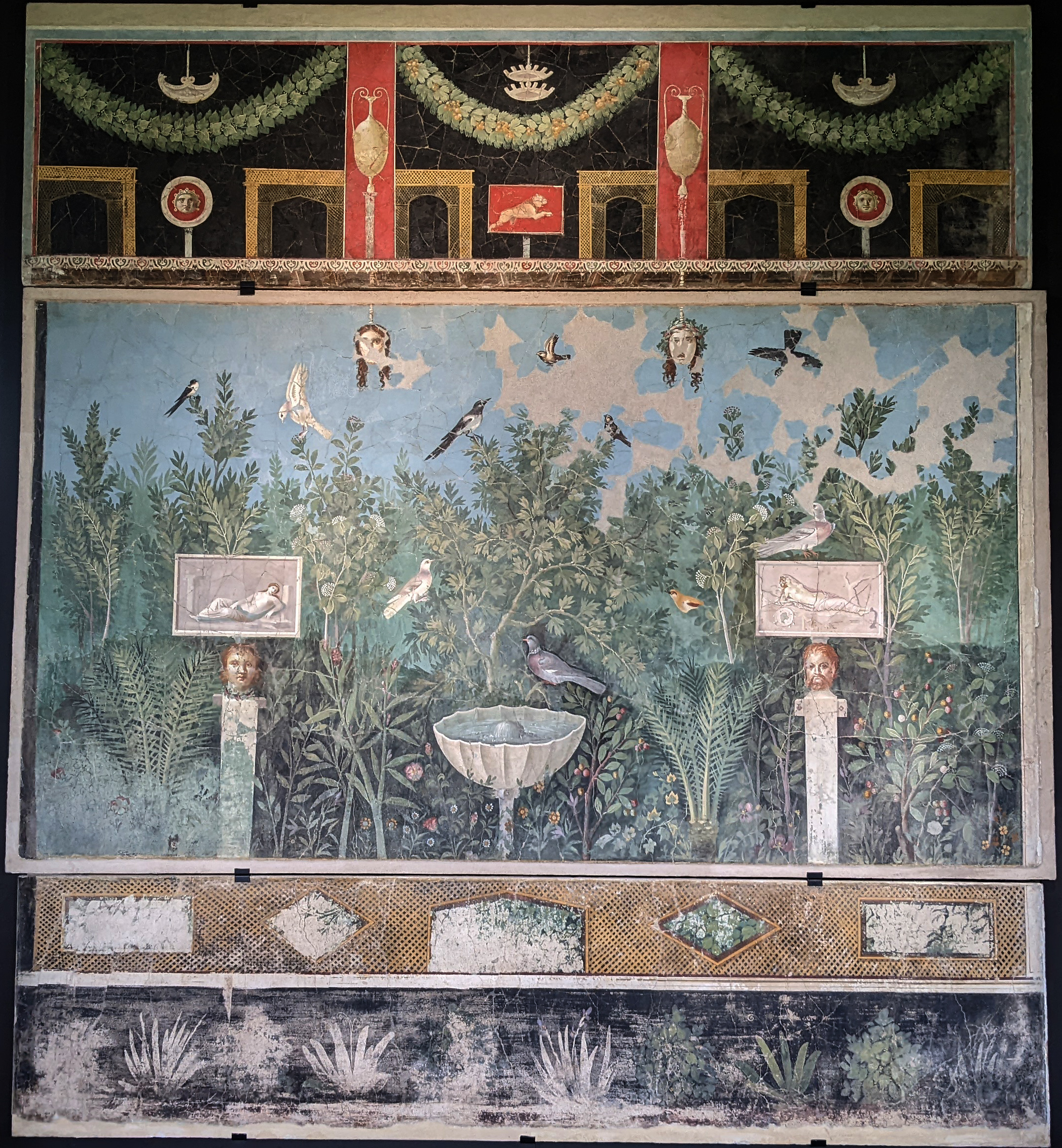
Linke Wand im Oecus
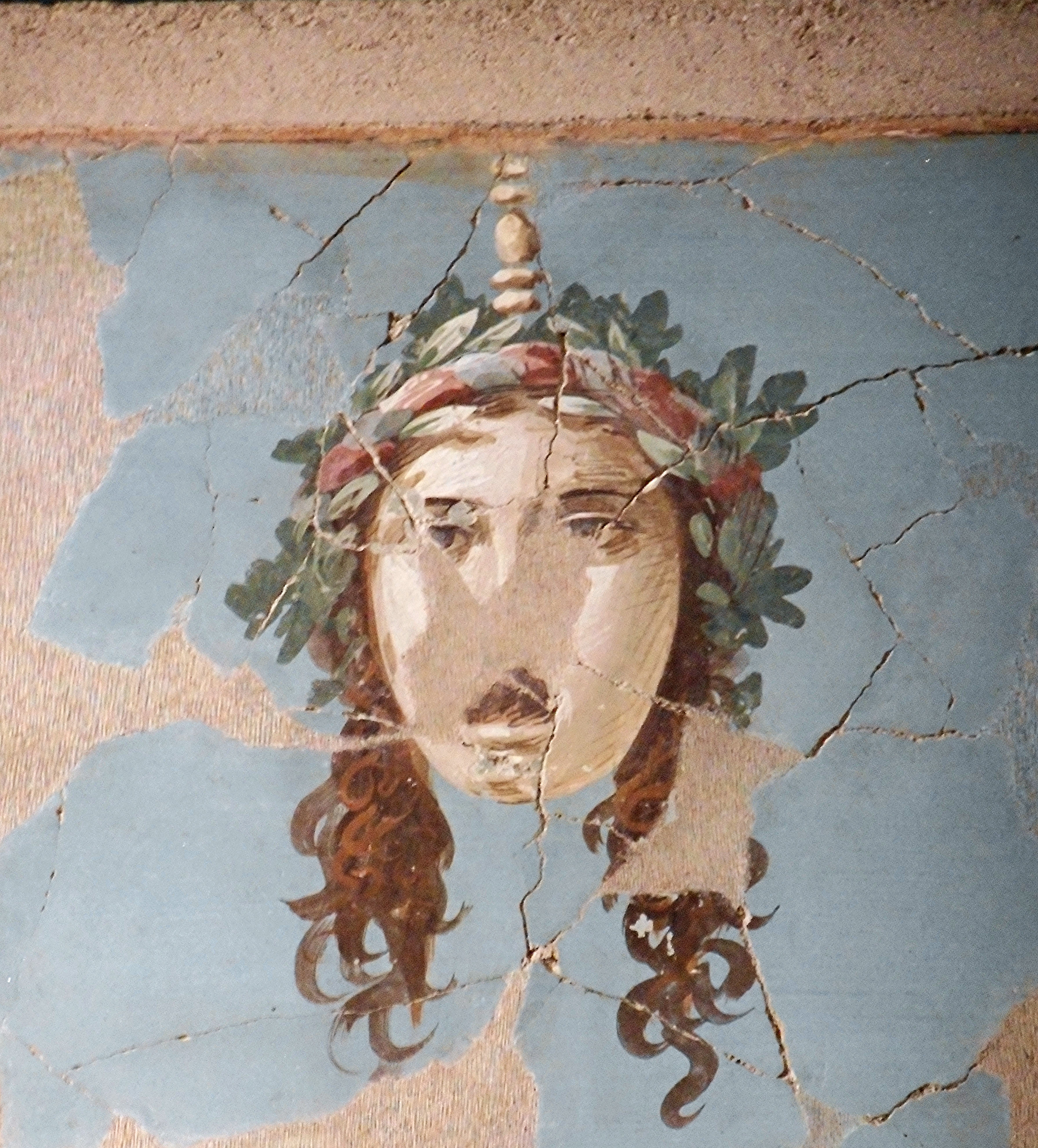
Theatermaske, Detail, Oecus
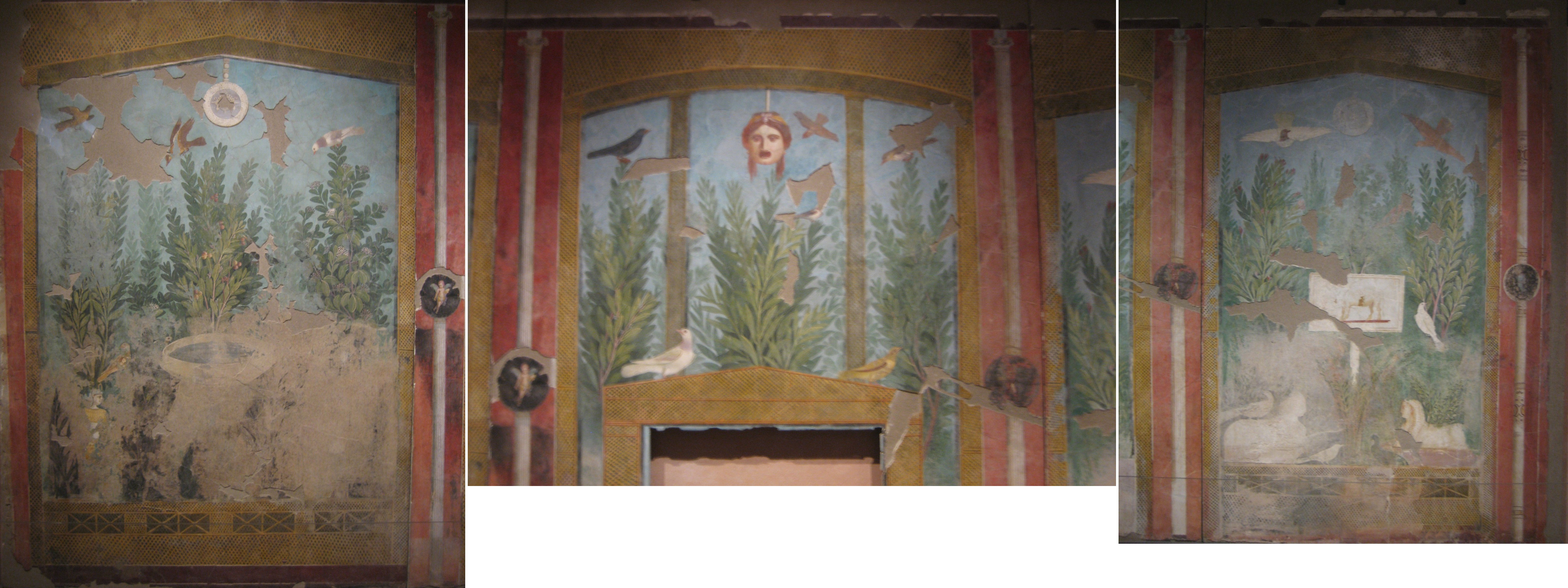
Malereien im Sommertriclinium mit ägyptischen Figuren
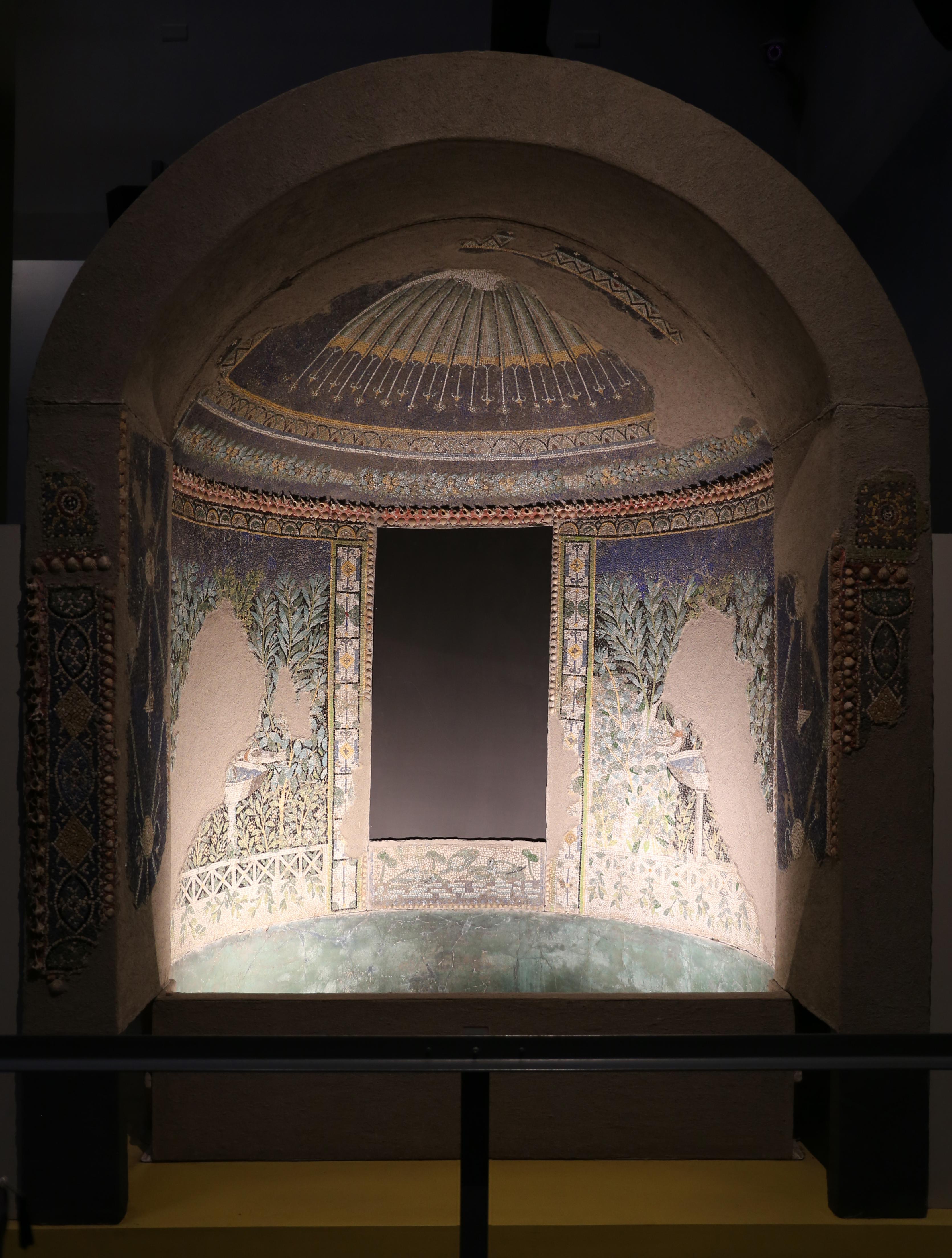
Mit Mosaiken dekoriertes Nymphäum im Sommertriclinium